# MLBコミッショナー
野球のコミッショナー（Commissioner of Baseball）は、メジャーリーグベースボールとその傘下のマイナーリーグの最高経営責任者（CEO）である。全30球団のオーナーによるオーナー会議において 3/4 以上の得票で選出され、任期は3年で再任が可能となっている。現在のコミッショナーはロブ・マンフレッド、2015年に正式にコミッショナーに就任している。

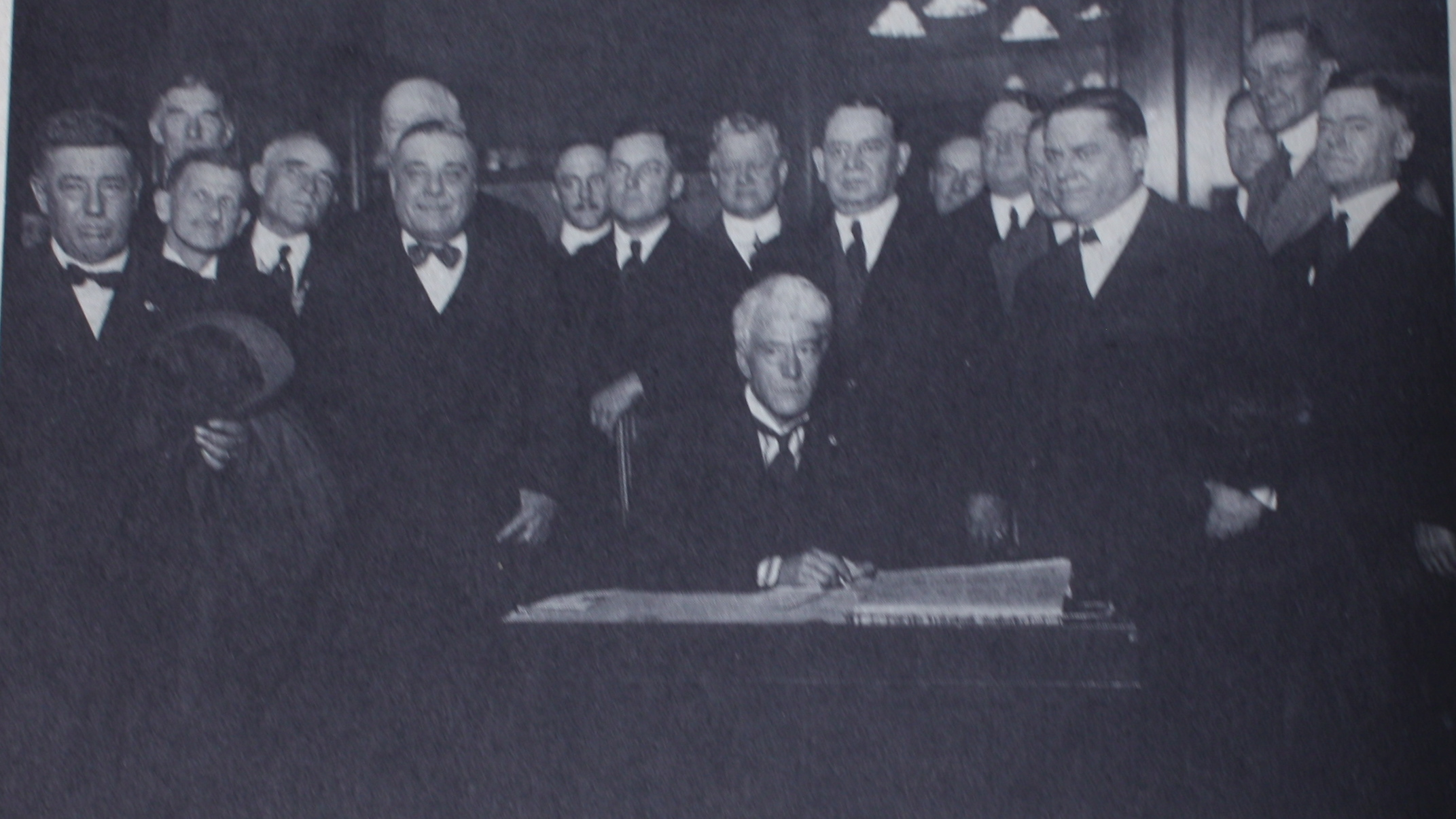
プロスポーツ史上初のコミッショナー誕生の場面（1920年11月12日）

## 歴代コミッショナー

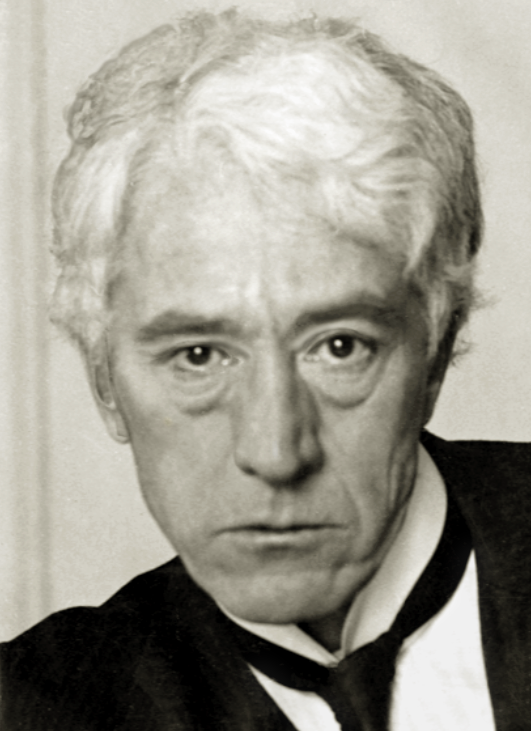
ケネソー・マウンテン・ランディス

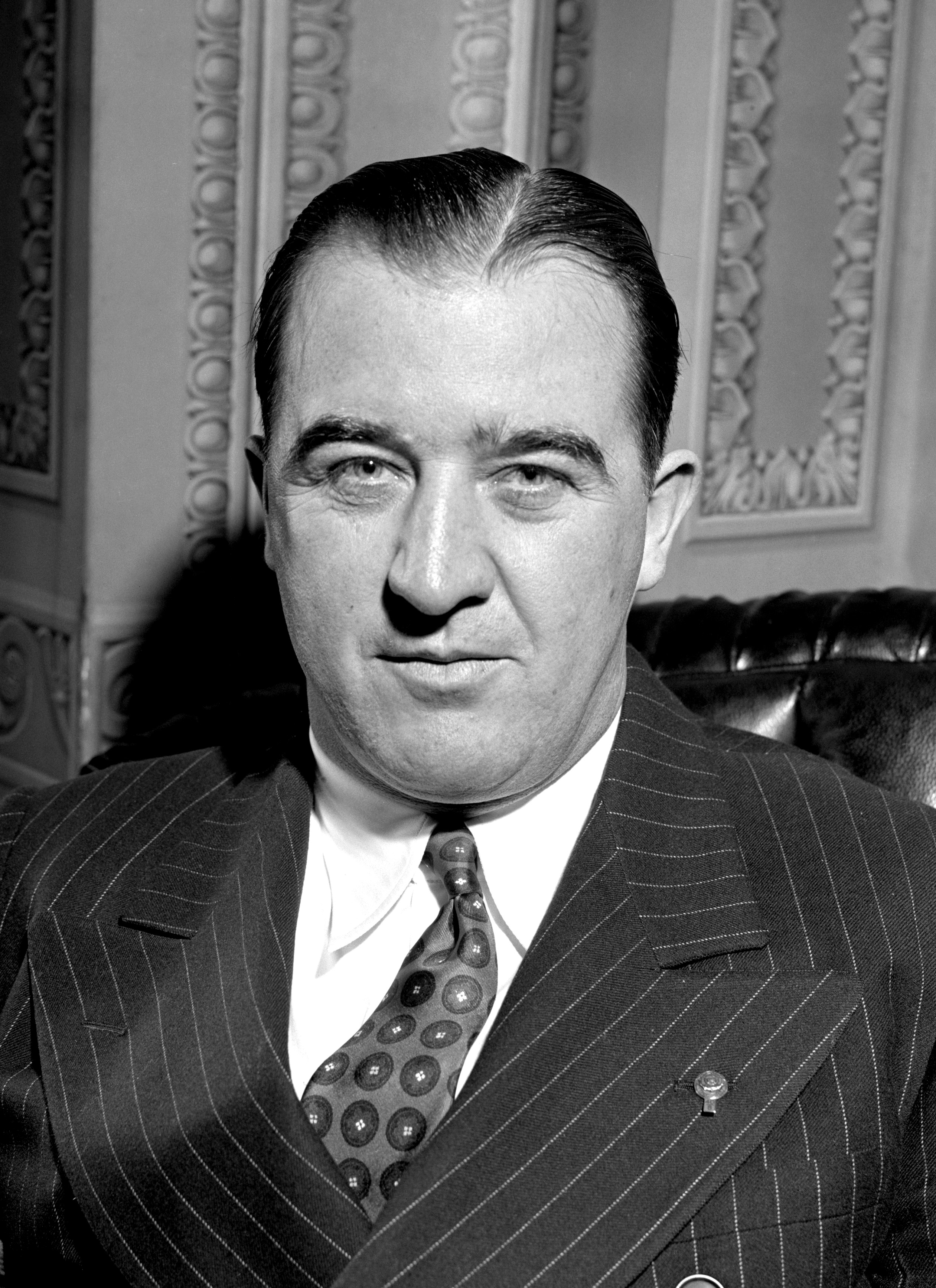
ハッピー・チャンドラー

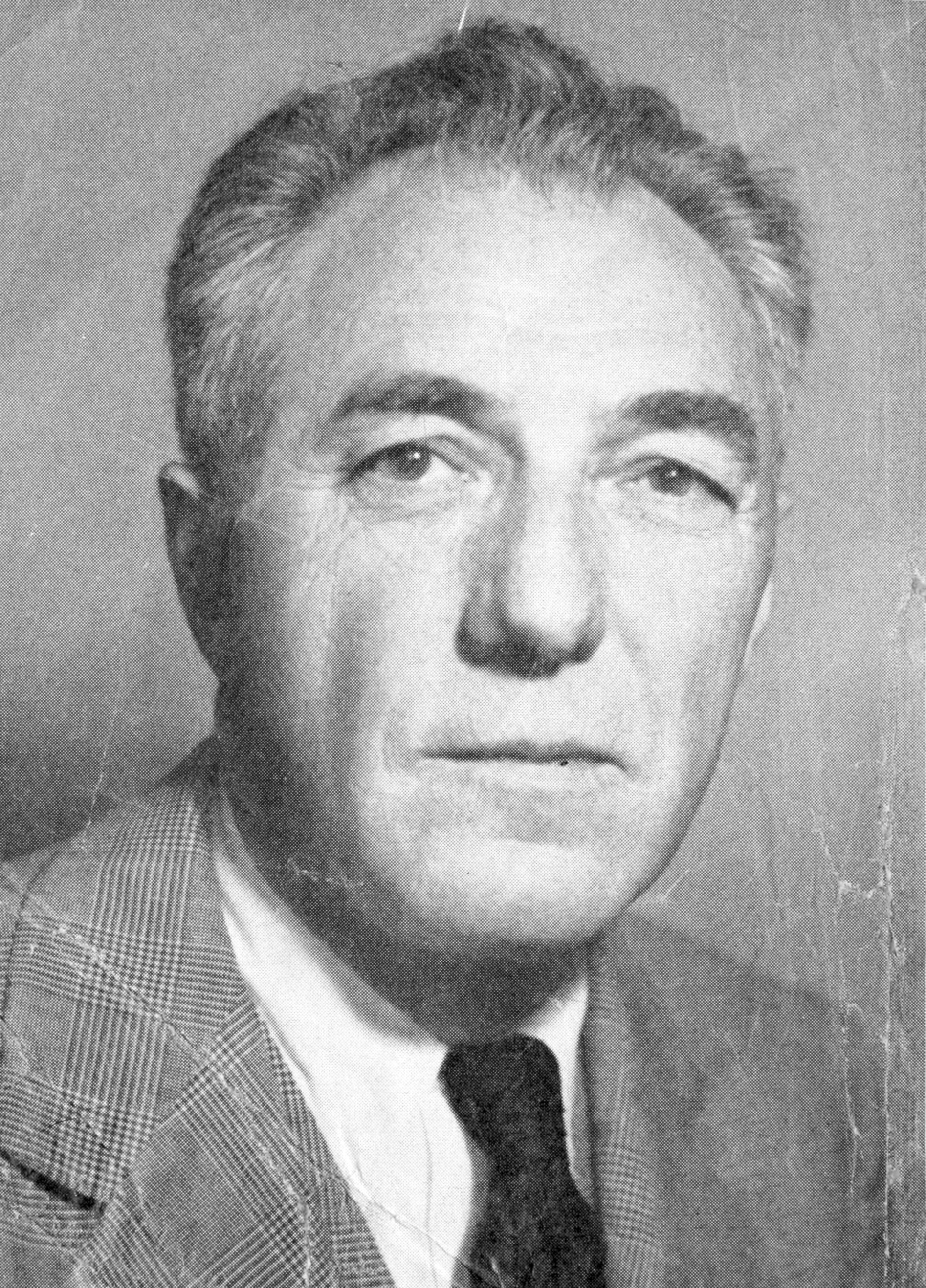
フォード・フリック

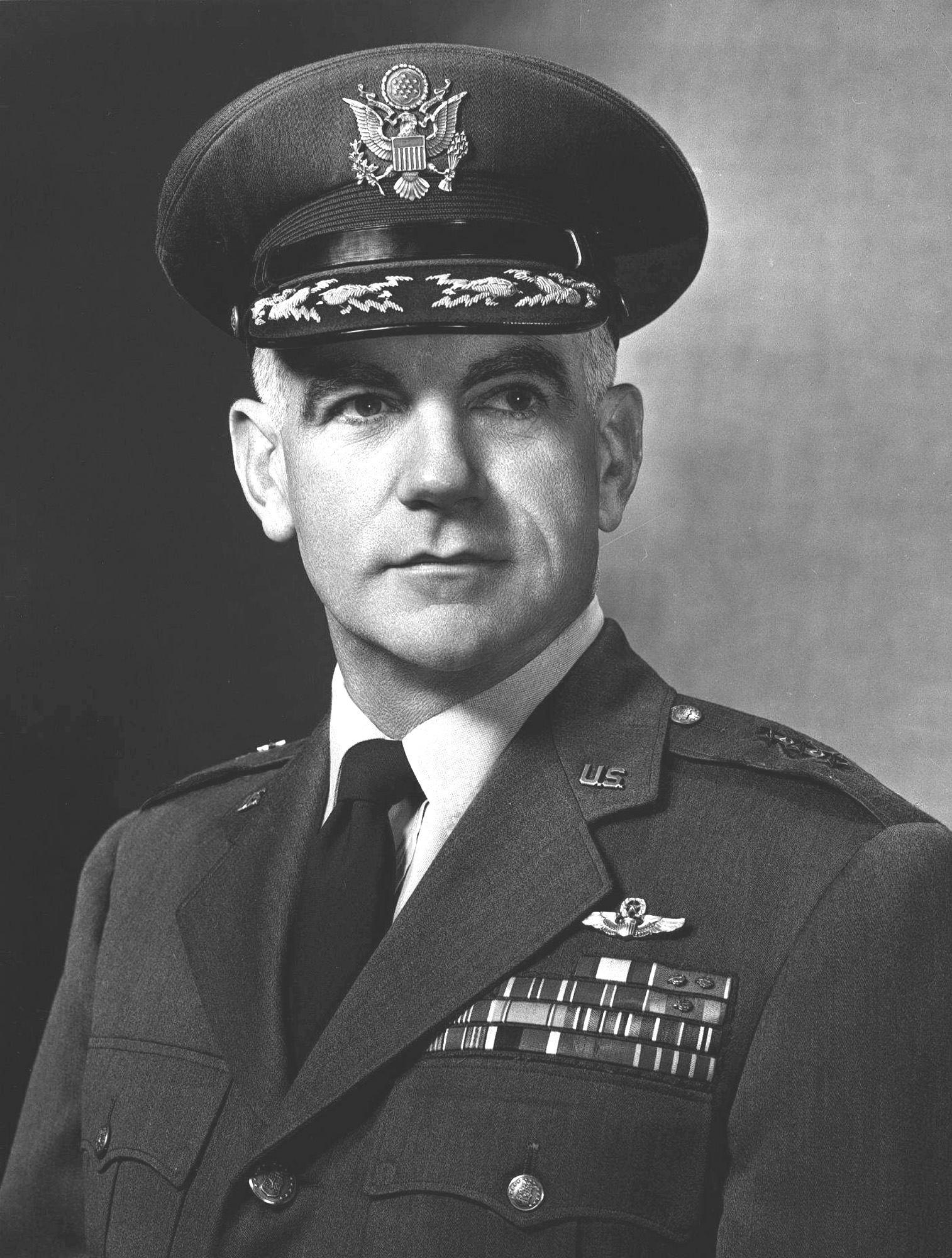
ウィリアム・エッカート

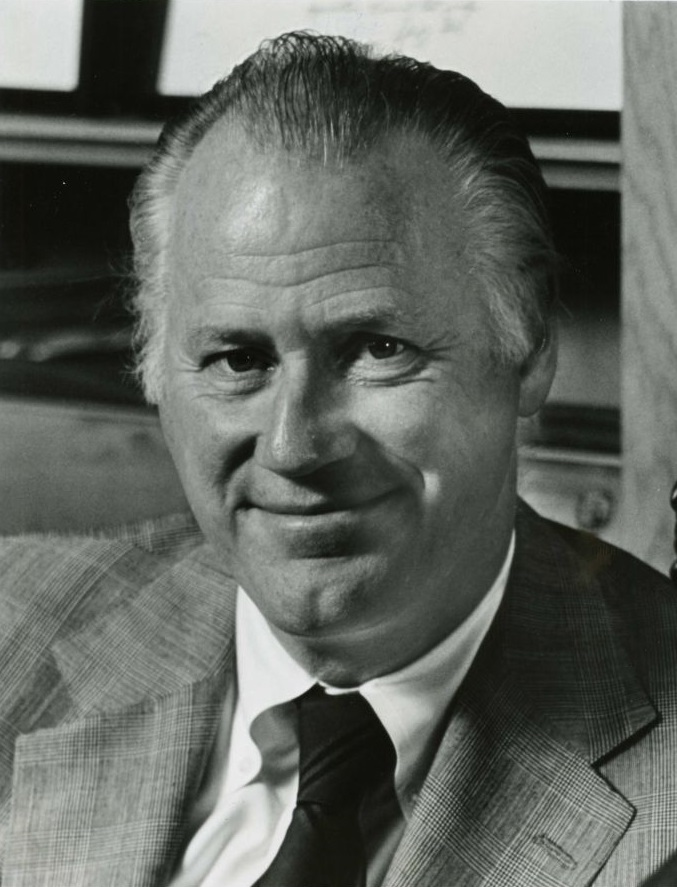
ボウイ・キューン

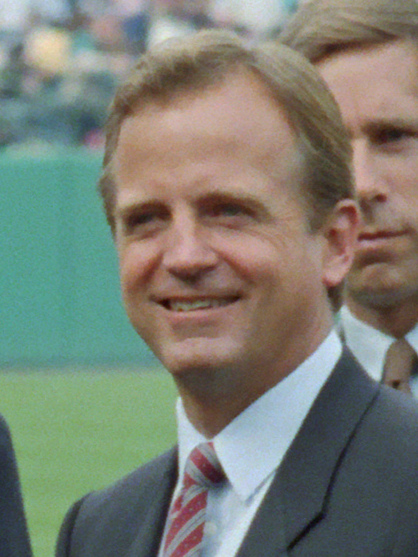
ピーター・ユベロス

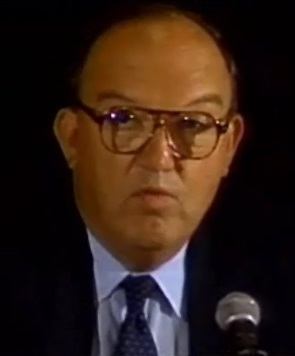
フェイ・ヴィンセント

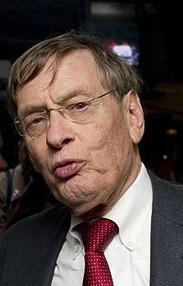
バド・セリグ

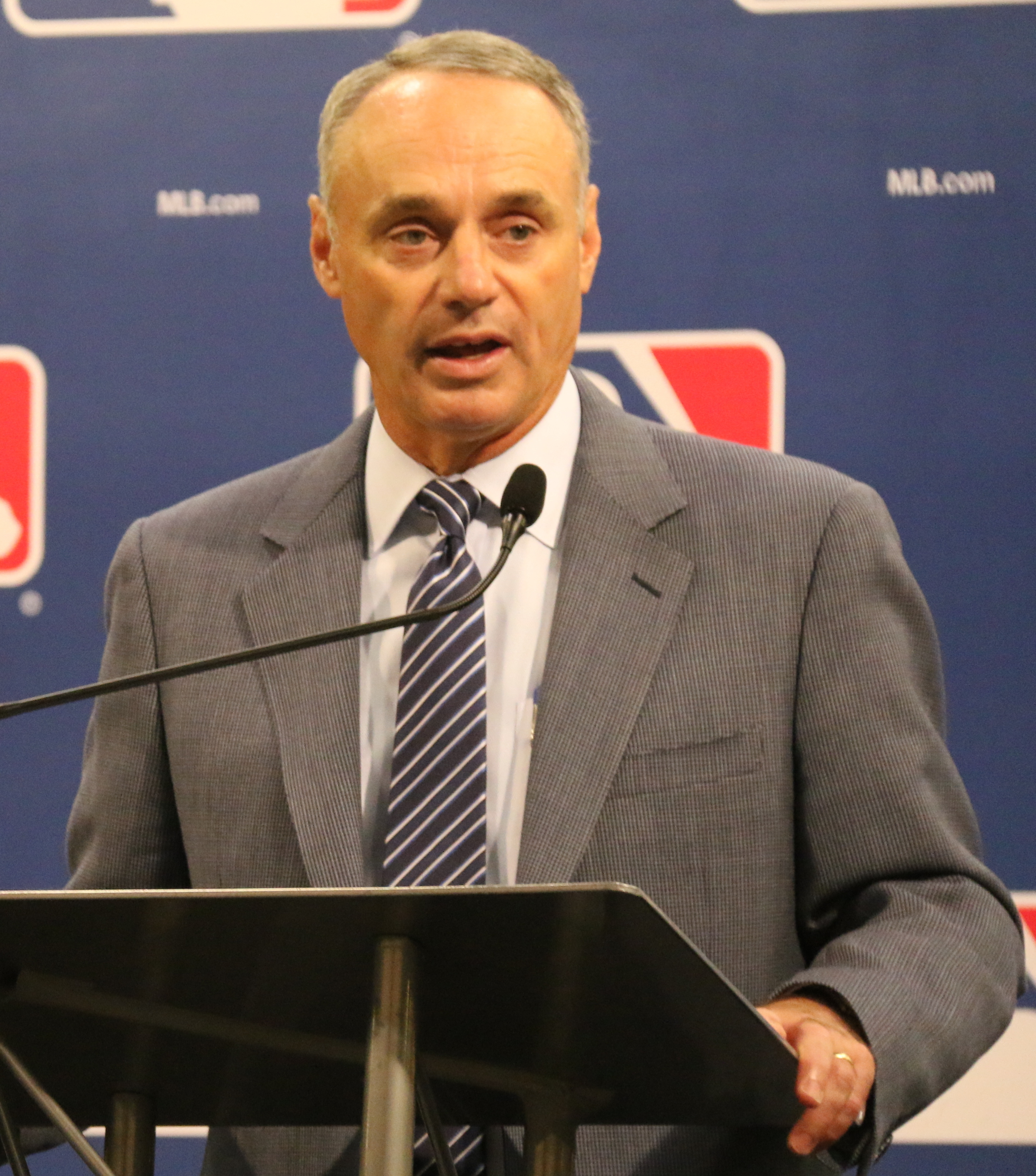
ロブ・マンフレッド

| 代     | 氏名                     | 在任時期                        | 過去の経歴                                                | 野球殿堂 |
| ------ | ------------------------ | ------------------------------- | --------------------------------------------------------- | -------- |
| 初代   | ケネソー・Ｍ・ランディス | 1920年11月12日 - 1944年11月25日 | イリノイ州北部地区連邦地方裁判所判事                      | 1944年   |
| 第2代  | ハッピー・チャンドラー   | 1945年4月24日 - 1951年7月15日   | 弁護士、ケンタッキー州知事、連邦上院議員                  | 1982年   |
| 第3代  | フォード・フリック       | 1951年9月20日 - 1965年11月17日  | スポーツライター、ナショナルリーグ会長                    | 1970年   |
| 第4代  | ウィリアム・エッカート   | 1965年11月17日 - 1968年11月20日 | アメリカ空軍中将                                          |          |
| 第5代  | ボウイ・キューン         | 1969年2月4日 - 1984年9月30日    | 弁護士                                                    | 2008年   |
| 第6代  | ピーター・ユベロス       | 1984年10月1日 - 1989年3月31日   | 旅行会社の社長、ロサンゼルスオリンピック大会組織委員長    |          |
| 第7代  | バート・ジアマッティ     | 1989年4月1日 - 1989年9月1日     | イェール大学学長、ナショナルリーグ会長                    |          |
| 第8代  | フェイ・ヴィンセント     | 1989年9月13日 - 1992年9月13日   | 弁護士、コロンビア ピクチャーズ社長、コカ・コーラ社副社長 |          |
| 第9代  | バド・セリグ             | 1998年7月9日 - 2015年1月24日    | 自動車販売会社の社長、ミルウォーキー・ブルワーズオーナー  | 2017年   |
| 第10代 | ロブ・マンフレッド       | 2015年1月25日 -                 | 弁護士、MLB最高執行責任者                                 |          |

1. ↑  正式就任前の1992年から1998年まではコミッショナー代理。

## 各コミッショナーの概要

### ケネソー・マウンテン・ランディス
シカゴ・ホワイトソックスの選手たちが1919年のワールドシリーズで八百長を働いたとされるブラックソックス事件が明らかになり、メジャーリーグベースボール（MLB）はイメージ低下による改革の必要性に迫られた。改革委員会の委員長として野球と利害関係を持たない非野球関係者であり、熱烈な野球ファンとしても知られていた連邦地方裁判所判事のケネソー・マウンテン・ランディスを迎え入れた。ランディスは「野球界全体に及ぶほぼ無制限の絶対的な権限を自分に与えてくれるなら」という条件で引き受けた。オーナー達はこの要求を受け入れた。それまでの3人が共同統治を行う形から権威ある単独のコミッショナーへ移行した。事件に関わったホワイトソックスの選手8人は1921年8月2日に裁判で無罪の判決が下りた。しかし、ランディスはホワイトソックスの選手8人を含む15人全員を永久追放処分とすることを決定した。ランディスは声明で「判決に関係なく試合を放棄、計画するような選手は、誰であろうとプロ野球でプレーすることは許されない」と決然とした態度で臨んだ。
彼の任期中にはブラックソックス事件の関係者以外にも、チームメイトに八百長を持ち掛けたハル・チェイスとヘイニー・ジマーマン、賭博師と繋がりがあったジーン・ポーレット、他チームの選手に八百長をしないかと持ち掛けたジミー・オコンネルとそれをけしかけたコジー・ドラン（コーチ）、野球の試合を賭博に利用したウィリアム・コックス（オーナー）、試合を投げ出したいと他チーム選手へ手紙を送ったフィル・ダグラス、盗難車販売の告発を受けたベニー・カウフと数多く永久追放された。
時には慎重な姿勢も見せたために、ランディスに次ぐ権力を持ち、不正の追及に積極的だったアメリカンリーグ会長のバン・ジョンソンとは対立することも多かった。1926年にデトロイト・タイガースのタイ・カッブ、クリーブランド・インディアンスのトリス・スピーカー両監督が八百長試合を取り決め、行った疑惑が浮上した際には2人は潔白だとの考えを示した。オーナーたちからの支持を取り付け、カッブとスピーカーを告発したジョンソン会長から権力を奪うことに成功している。
ニグロリーグの黒人選手への門戸を開くことには否定的だった。ランディスは亡くなる1944年までコミッショナーを続けた。命令は絶対であり、「野球暴君」として恐れられた。彼の功績を称え、MVPの正式名称は「ケネソー・マウンテン・ランディス賞」と呼ばれている。

### ハッピー・チャンドラー
ランディスの死後、陸軍省は陸軍出身のアメリカ合衆国上院議員、ハッピー・チャンドラーをランディスの後任に推す運動を始めた。1945年のオーナー会議では、チャンドラーが新コミッショナーとして満場一致で承認された。
1947年シーズン前にロサンゼルス・ドジャース監督のレオ・ドローチャーは姿を一時消して当時まだ正式には離婚が成立していなかったハリウッド女優のラレイン・デイと結婚式を挙げた。チャンドラーは「野球に有害な行為」であるとしてドローチャーに1年間の出場停止を命じた。
選手年金基金の設立に尽力し、「選手のコミッショナー」として知られるようになった。黒人選手のジャッキー・ロビンソンのMLBデビューにロビンソンの所属球団であるドジャースを除く15球団のオーナーが反対を表明したが、フォード・フリックナショナルリーグ会長と共にドジャースを支持して騒動を沈静化させた。

### フォード・フリック
ナショナルリーグ会長を務めたフォード・フリックがチャンドラーの後任のコミッショナーに就任した。
年間試合数が154試合から162試合に増加した1961年は何人かの選手が1927年にベーブ・ルースが樹立した60本塁打の記録を破るペースで本塁打を量産していた。フリックはシーズン途中に記者会見を開き、「1シーズンの本塁打記録はシーズンの長さに基づいて複数のリストで区別されるべきである」と声明を発表した。ロジャー・マリスは158試合目で60号、162試合で61号を放った。彼の命令で公式記録にはアスタリスク（注釈）が付けられた。

### ウィリアム・エッカート
フリックの後任のコミッショナー候補には156人の名前が挙げられた。カーティス・ルメイが強力な後押しをしたこともあって急浮上した元空軍中将のウィリアム・エッカートが1965年11月17日に全会一致で選出され、第4代コミッショナーに就任した。エッカートは就任時に10年以上前から野球の試合を観ておらず、球界でも当時まったくの無名の存在だったことからスポーツ記者からは「無名戦士」と呼ばれた。
マーティン・ルーサー・キング・ジュニアやロバート・ケネディが暗殺された時も試合を中止することを拒否してアメリカ国民からの反感を買った。労使間対立の問題を処理するための信頼も得られず、1968年に3年以上の任期を残して辞任に追い込まれた。

### ボウイ・キューン
ボウイ・キューンはフリーエージェント（FA）の導入には否定的であり、選手会会長のマービン・ミラーとは激しく対立した。1969年オフにカート・フラッドが認めるように願い出たFAの申請を拒絶。 選手の自由移籍を禁止する保留条項を独占禁止法違反だと主張したフラッドの提訴によってフラッド対キューン裁判は最高裁まで争われることになった。激化した労使間対立は1981年に発生した50日間に及ぶストライキでピークに達した。
賭博行為への関与と拳銃の不法所持が発覚したデトロイト・タイガースのエース、デニー・マクレインを1970年に（のちに開幕から3カ月の出場停止に変更）、カジノで顧客担当として働いていたウィリー・メイズとミッキー・マントルを1983年にそれぞれ永久追放処分にしている。
オーナー寄りのコミッショナーと見られていたが、オークランド・アスレチックスのチャーリー・O・フィンリーオーナーとは対立した。フィンリーは1973年のワールドシリーズで失策を連発したマイク・アンドリュースに強制的に診断書を書かせて故障者リスト（DL）入りさせたが、キューンはこれを撤回するように命じている。また、1976年にボストン・レッドソックスとニューヨーク・ヤンキースに350万ドルで数選手を売却しようとした時には試合に悪影響を与えるという理由で契約を阻止した。

### ピーター・ユベロス
ボウイ・キューンは労使双方から攻撃されて契約の更新に失敗。ピーター・ユベロスが1984年10月1日に第6代コミッショナーに就任した。
ユベロスは1985年に2年前に永久追放処分を受けたウィリー・メイズとミッキー・マントルを復権させた。また、ピッツバーグ薬物裁判に関連してコカインを所持または販売に関与していた11人の選手を1986年2月に条件付きの出場停止処分にしており、ブラックソックス事件に次ぐ厳しい処分と言われた。
表面上は労使協調をうたいながら、オーナーとゼネラルマネージャーたちに対してFAとなった選手たちと契約しないよう共同謀議を働いたとされている。調停委員会の調査によって共同謀議が認められ、最終的に1990年12月に労使間の和解が成立。経営者側が被害を受けたとされる選手側に対して総額2億8000ドルを支払うことになった。
テレビ放映権を三大ネットワークの一つ、CBS放送に1990年からの4年間総額10億6000万ドルで売却するなど、MLB経営の大幅な黒字転換に成功したにもかかわらず、共同謀議の調査結果の発表後、1989年シーズン開幕前に辞任した。

### A・バートレット・ジアマッティ
ユベロスの後任には前年に26球団のオーナーから全会一致で承認されていた、ナショナルリーグ会長のA・バートレット・ジアマッティが就任した。
1989年8月24日に野球賭博に関与していたとしてシンシナティ・レッズのピート・ローズ監督を永久追放処分にしている。しかし、ジアマッティはその8日後に心臓発作を起こし、在任わずか154日で51歳で亡くなった。

### フェイ・ヴィンセント
1989年9月1日にジアマッティの長年の友人であったフェイ・ヴィンセントが第8代コミッショナーに就任した。
1990年にヤンキースのジョージ・スタインブレナーオーナーがマフィアと接触してデーブ・ウィンフィールドの私生活を調査させていたことが判明し、2年間のオーナー資格停止を命じた。
1990年の労使交渉に際して、経営者側はスプリングトレーニング期間にロックアウトを強行した。これに対してヴィンセントは労使双方に働きかけ、選手全員の最小給与額を6万8000ドルから10万ドルに上げ、収益分配に6人の調査委員会を設立する新たな基本契約を発表して32日間でロックアウトを終結させた。
経営者側に不利な政策を行うヴィンセントに対して、オーナー会議は18対9で辞任要求を採択し、それを受けてヴィンセントは1992年9月13日に辞任した。ヴィンセントを失脚させる動きに主導的な役割を果たしたとさせる以下の5人はマスメディアによって「The Great Lakes Gang」と名付けられた。
- バド・セリグ（ミルウォーキー・ブルワーズオーナー）
- ジェリー・ラインスドーフ（シカゴ・ホワイトソックスオーナー）
- ピーター・オマリー（ロサンゼルス・ドジャースオーナー）
- カール・ポーラド（ミネソタ・ツインズオーナー）
- スタントン・クック（シカゴ・トリビューン社長）

### バド・セリグ
ブルワーズオーナーのバド・セリグはコミッショナー代理を務めた後、1998年7月9日に正式に第9代コミッショナーに就任した。球界の利益に適う行動が必須とされるコミッショナーにオーナー経験者が就任するのは初である。1994年8月12日から1995年4月2日まで実施された232日間に及ぶ長期ストライキではストを収拾させるための具体的な方策を打ち出せず、2002年のストライキ危機に際しては、選手会との労使交渉に先立って経営不振を立て直すと称して2球団を解散しようとして、選手会の敵意を煽ってしまった。
MLB全選手の平均年俸は1989年には49万ドル（当時約5880万円）だったのに対し、ストライキが実施された1994年には倍以上の115万ドル（当時約1億3800万円）へと膨れ上がっていた。そこでシーズン終盤戦の観客動員数やテレビ放映権料の増大を狙い、1994年からアメリカンリーグ・ナショナルリーグの両リーグともに従来の東部・西部の2地区制から東部・中部・西部の3地区制に再編し、3つの地区優勝チームに地区2位のうち最も勝率の良いチーム（ワイルドカード）を含めたディビジョンシリーズ（地区優勝決定シリーズ）を新たに導入。2012年からは1試合限りのワイルドカードゲームを創設してポストシーズンゲーム出場枠が5チームに増加した。
アナボリックステロイド及びその他のパフォーマンス向上薬物の使用はセリグの在任期間中に大きく問題視されるようになった。当初は薬物対策に及び腰だったが、厳しく対処するよう望む声の高まりを受けてジョージ・J・ミッチェルに薬物使用の実態調査を依頼した。2007年12月13日にミッチェル・レポートと呼ばれる報告書が発表された。
上記のポストシーズン枠拡大以外にも、1996年の両リーグの交流戦であるインターリーグ導入（2013年に5・6月の集中開催から通年開催へ変更）、1999年の有望なマイナーリーグ選手を対決させるオールスター・フューチャーズゲーム初開催、2000年の北アメリカ以外での公式戦を日本で初開催、2001年の審判の質を監視するクエステック・システム導入、2003年の真剣勝負度を高めることが狙いのオールスターゲーム勝利リーグがワールドシリーズ本拠地開幕権獲得、2004年の初の黒人選手であるジャッキー・ロビンソンを称えるジャッキー・ロビンソン・デー創設、2006年のワールド・ベースボール・クラシック開催実現、2008年の際どい本塁打判定に限定したビデオ判定導入（2014年に対象をほぼ全てのプレーに拡大）などの野球人気を盛り上げるための様々な試みや、試合内容の質を向上させるための様々な改革が実施された。
収益の少ないブルワーズのオーナーを長年務めてきたセリグは年俸総額が一定の額を超えたチームにぜいたく税を課す課徴金制度や収益分配制度の導入などの小規模球団保護策・戦力均衡策を積極的に推進した。
徹底したファンサービスと経営努力が実を結び、セリグがコミッショナー代理に就任した1992年に16億6000ドルだったMLBの総収益は2012年には75億ドルを突破し、かつてない好景気を迎えた。
セリグは2015年1月24日に退任し、名誉コミッショナーに就任した。

### ロブ・マンフレッド
2015年1月25日に第10代コミッショナーに就任した。
弁護士として1980年代から労使交渉などでMLBに携わるようになり、1994年にストライキが起きた際にはオーナー側の相談役を務めた後、1998年にセリグのコミッショナー就任に併せてMLB入りした。その後セリグの右腕として、労使交渉や薬物問題などで活躍。特に度重なる労使交渉でストライキを回避した実績が評価され、セリグの後任に選出された。